# Олешник
Егреш, такође и Олешник, насељено је место у Украјини. Налази се на 125 метара мадморске висине.
У овом месту живи 4696 становника.